# Atrapada en el tiempo (novela)
Atrapada en el tiempo (titulado originalmente: "Dragonfly in Amber", también llamado "Libélula en ámbar"), es el segundo libro de la Saga Forastera, escrito por Diana Gabaldon y perteneciente al género de novela romántica y ficción histórica. Esta entrega narra los esfuerzos de Claire y su esposo Jamie por evitar que suceda la Batalla de Culloden que Claire sabe terminará desastrosamente para los escoceses.
Una adaptación televisiva de la saga, llamada Outlander, se estrenó en agosto de 2014 por el canal Starz, con Caitriona Balfe y Sam Heughan interpretando a Claire Randall y James Fraser, respectivamente. La segunda temporada de la serie, que se transmitió de mayo a julio de 2016, está basada en los eventos de Atrapada en el tiempo.

## Trama

### Escocia, 1968
Claire Randall ha regresado a su propio tiempo, donde ha estado viviendo durante 20 años con su anterior esposo Frank. Después de la muerte de éste, ella lleva a su hija adolescente, Brianna, a la casa del viejo amigo de los Randall, el reverendo Reginald Wakefield. Allí, Claire espera que Roger, el hijo adoptivo del Reverendo, pueda ayudarla a descubrir lo que les sucedió a los hombres de Lallybroch después de la Batalla de Culloden. Roger, usando sus credenciales de Oxford para obtener información, encuentra pruebas de que los hombres de Lallybroch regresaron a sus hogares a salvo. Roger acompaña a Claire y Brianna a un antiguo cementerio, buscando la tumba de Jonathan Wolverton Randall, el antepasado de Frank, pero también encuentran la lápida de Jamie Fraser, la cual es parte de una "lápida de matrimonio", que muestra el nombre de Claire pero no la fecha. Claire revela la verdadera paternidad de Brianna a ella y a Roger. Brianna enojada niega la historia de su madre, pero Roger está fascinado y Claire cuenta qué pasó después de que llegó con Jamie a Francia.

### París, 1744
Al final del libro anterior, Claire convence a Jamie de intentar cambiar la historia al detener los levantamientos jacobitas y la consiguiente matanza de escoceses a manos del ejército británico. Después de enterarse de que Carlos Estuardo está tratando de obtener dinero del rey Luis XV de Francia para financiar la causa jacobita, viajan a París, donde Jamie usa el negocio del vino de su primo Jared para obtener las conexiones aristocráticas necesarias para conspirar contra Estuardo. Un chico francés llamado Claudel, criado en un burdel, ayuda a Jamie a huir de unos matones, y Jamie lo contrata para robar la correspondencia del príncipe y cambia el nombre del chico a Fergus. Cuando Jonathan "Black Jack" Randall aparece, Jamie, a pesar de la promesa de perdonar la vida de Randall para proteger a su descendiente Frank (el primer esposo de Claire), desafía a Randall a un duelo y deja a este último impotente antes de que la policía francesa los detenga a ambos. En ese mismo momento, Claire entra en labor de parto y la llevan al hospital, pero tiene un aborto espontáneo y la bebé nace muerta. Jamie es tomado como prisionero y enviado a la Bastilla debido a que en Francia es ilegal batirse a duelo.

### Escocia, 1745
Claire libera a Jamie mediante un intercambio sexual con el rey Luis XV, luego ambos son desterrados de Francia y Fergus va con ellos. De vuelta en Escocia, se instalan en Lallybroch con la hermana de Jamie, Jenny y su familia. Jamie recibe una carta de Carlos Estuardo, anunciando su intento de recuperar el trono de Escocia, y que el príncipe ha firmado con el nombre de Jamie, marcándolo como un traidor a la Corona. Sin otra opción, Jamie reúne a los hombres de Lallybroch para unirse al ejército de Estuardo. El joven Lord John Grey, un explorador inglés, se topa con Jamie y Claire. Pensando que Claire es una rehén, Grey intenta "salvarla", por lo que Jamie rompe el brazo del joven pero le perdona la vida. La información obtenida por Jamie de este encuentro es clave para que el ejército jacobita gane en la Batalla de Prestonpans. Claire descubre que está embarazada nuevamente. Jamie y Claire discuten el asesinato de Estuardo, pero deciden no hacerlo. Dougal MacKenzie, el tío de Jamie, después de haber escuchado su conversación, acusa a Claire de persuadir a Jamie de traicionar a su pueblo e intenta matarla. Dougal es apuñalado por Jamie y muere en los brazos de éste. Jamie, sabiendo que los jacobitas perderán la Batalla de Culloden, obliga a Claire a regresar a su propio tiempo con su bebé para ahorrarle las secuelas de la batalla. Jamie regresa a Culloden, con la intención de morir en la batalla.

### 1968
Claire relata que ella había regresado con Frank, quien no creía su historia pero insistió en ayudarla a criar a Brianna, y le pidió que solo le contara la verdad a Brianna después de su muerte. Al escucharla, Brianna se niega a creer la historia de su madre. Claire solicita la ayuda de Roger al revelarle que él es descendiente de Dougal MacKenzie y Geillis Duncan. Claire le revela a Roger que mientras se escondía en las cuevas de las Tierras Altas, tramando el escape de Jamie de la prisión de Wentworth (como se cuenta en el libro anterior), Dougal le había entregado un mensaje de Geillis que decía: "No sé si es posible, pero creo que sí" y los números 1, 9 , 6 y 8. Claire y Roger deducen que estos significan el año 1968, y sospechan que Geillis le estaba contando el año de su propio viaje en el tiempo. Claire, Roger y eventualmente Brianna son testigos de la desaparición de Geillis a través del círculo de piedras en Craigh na Dun luego de que ella asesinara a su esposo. Después de verlo con sus propios ojos, Brianna le dice a su madre que si cree en su historia sobre haber viajado en el tiempo. Finalmente, Roger le informa a Claire que Jamie no murió en Culloden.

## Diferencias entre el libro y la serieOutlander
A continuación se detallan las principales diferencias entre el libro y la segunda temporada de la serie Outlander:
| Diferencia                                                              | Serie | Libro |
| El orden de inicio                                                      | Serie: Comienza en 1948, con Claire regresando a su tiempo, embarazada y desorientada, sufriendo por la pérdida de Jamie e intentando aceptar de nuevo a Frank en su vida. De ahí, nos trasladamos a Francia en 1745. | Libro: Comienza en 1968, han pasado veinte años desde que Claire regresó a su época; la hija que tuvo con Jamie, Brianna, ya es una mujer y Frank lleva años muerto. Tras exponer los sucesos de 1968, el libro nos traslada al año 1745 en Francia. |
| El fotógrafo en el hospital                                             | Serie: En el hospital mientras Claire y Frank hablan, un fotógrafo viene y roba una foto de Claire. Más tarde el Reverendo Wakefield le muestra a Frank el artículo que sale sobre Claire en el periódico. El titular es: “¿Secuestrada por las hadas?” y se ve la foto que le hicieron a Claire. | Libro: El recorte de periódico donde sale la noticia de la aparición de Claire lo encuentra Roger, mientras ayuda a Claire, en 1968, en la investigación de los supervivientes a la Batalla de Culloden. El recorte decía: “Regresó de la muerte”, debajo se veía la foto de Claire, sentada en la cama de un hospital, despeinada y con la boca cerrada en un rictus amargo, y mirando a la cámara con la mirada perdida. |
| Claire busca información sobre Culloden                                 | Serie: Mientras se recupera en casa del Reverendo, Claire se lee toda la colección que éste posee sobre Culloden y la rebelión jacobita. | Libro: La misma Claire admite que nunca buscó información sobre qué había pasado con Jamie. No es hasta 1968 cuando Claire, con la ayuda de Roger Wakefield, empieza a recopilar información de Culloden para saber si los hombres de Jamie lograron salvarse. |
| Las condiciones de Frank                                                | Serie: Frank le impone dos condiciones a Claire para empezar de cero; una es criar al niño como hijo de ambos y la otra es que mientras él viva no la compartirá con otro hombre, ella debe dejar ir a Jamie, y abandonar toda investigación de la vida que dejó atrás. Claire acepta. | Libro: La condición de Frank es que, mientras él viva, Claire no le contará a su futuro bebé quién es realmente su padre. |
| Jack Randall está vivo                                                  | Serie: El Duque de Sandringham le presenta a Claire a Alexander Randall, y le dice que ella conoció a su hermano. Alexander le dice a Claire que se lo comentará a su hermano, ante lo cual ella se sorprende ya que lo cree muerto. Alex Randall le afirma que su hermano está vivo. | Libro: Jamie y Claire no saben que Jack Randall está vivo hasta más adelante en la historia y no se enteran a través de Alex. |
| Claire le revela el secreto a Jamie                                     | Serie: Mientras Claire está en la cama recuperándose del ataque con cáscara sagrada, Jamie le dice que está planeando dar una cena, a la que invitará al duque de Sandringham. Es entonces cuando Claire le confiesa que Jack Randall está vivo. Jamie reacciona con alegría y considera esa confesión como un regalo. Saber que Jack Randall está vivo le da la oportunidad de vengarse personalmente de él. | Libro: Esto no sucede, ya que en el libro tanto Jamie como Claire descubren a la vez que Jack Randall está vivo. En el libro Jamie había superado casi todo el trauma que le hizo vivir Randall desde que llegaron a Francia. Aun así al saberlo también nació en él el anhelo de la venganza como en la serie. |
| Murtagh debe saber la verdad                                            | Serie: Murtagh está enfadado con tanta artimaña y no entiende nada. Jamie y Claire deciden contarle la verdad. Jamie le cuenta todo (en gaélico) mientras Claire los observa por la ventana. Después de conocer la verdad, Murtagh le enseña a Claire una lista de años en la que ella le muestra el año en que nació y el año en que se hizo enfermera. Hablan del Alzamiento y ella le explica que sabe lo que sucederá a grandes rasgos, pero no tiene conocimiento de lo que les pasará a ellos.                                                           | Libro: Ésta conversación entre Jamie y Murtagh no tiene lugar en el libro ya que en él nunca queda claro si Murtagh sabía la verdad sobre Claire aunque Diana Gabaldon ha declarado que Murtagh sabía este secreto y que en el libro había ocurrido tras bastidores. |
| Claire y su hija en el futuro                                           | Serie: En el futuro, Claire y su hija están en una biblioteca de los Estados Unidos. La niña ve una garza azul en uno de los libros y se la muestra a su madre quien le dice que una vez vio este pájaro en vivo en Escocia. Claire empieza a recordar todo lo que pasó en 1744 después del duelo. | Libro: Nada de esto ocurre en el libro. Cuando conocemos a Brianna, la segunda hija de Claire, ésta ya tiene 21 años. En posteriores libros conoceremos ciertos detalles de su niñez pero nunca se nos ha contado esta escena ni se ha mencionado nada respecto a garza azules. |
| Claire pregunta por su bebé                                             | Serie: Claire se toca el vientre y le pregunta a la Madre Hildegarde por su bebé quien le dice que la pequeña ha muerto. Claire está en negación y dice que no puede ser posible. Sigue pidiendo a gritos ver a su bebé y entre la Madre y demás monjas intentan tranquilizarla. | Libro: Cuando Claire recupera el conocimiento en el hospital, nota su vientre vacío y la fiebre que invade su cuerpo; sabe que ha perdido al bebé. |
| Claire se entera del resultado del duelo                                | Serie: Después de la milagrosa sanación, Claire le pregunta a la Madre Hildegarde sobre Jamie.La Madre Hildegarde le cuenta a Claire que Jamie está encarcelado en la Bastilla por batirse en duelo pero no será ahorcado porque afortunadamente no mató a Jack Randall; sólo lo hirió de gravedad. | Libro: Claire se entera de que Jamie está en la Bastilla y de que Jack Randall no murió en el duelo durante su convalecencia en Fontainebleau cuando Louise de La Tour se lo confiesa luego de pasados unos meses. |
| Claire deja a Jamie en la Bastilla                                      | Serie: Claire le guarda mucho resentimiento a Jamie por no haber cumplido su promesa de esperar un año para batirse en duelo con Jonathan Randall y lo culpa de la muerte de su bebé, Faith. A pesar de saberlo prisionero no hace nada por liberarlo. | Libro: En cuanto Claire se entera de que Jamie está prisionero en la Bastilla hace hasta lo imposible por liberarlo. Se escapa de Fontainebleau y va a París a buscar ayuda para liberarlo. A pesar de su tristeza por la pérdida de Faith, Claire sabe lo mucho que debe sufrir Jamie encarcelado y que debe partir pronto para que no falle el plan que tenían para hacer fracasar el negocio del vino del Conde de Saint Germain y el príncipe Carlos Estuardo. |
| Claire confiesa que se acostó con el Rey                                | Serie: Claire confiesa que se acostó con el rey para lograr su libertad. Jamie pone cara triste pero le dice que entiende que lo hizo para salvar su vida como él mucho antes se había entregado al capitán Randall para salvar la vida de ella. | Libro: Cuando Jamie regresa de España va directo al hospital y la madre HIldegarde le cuenta todo lo que había sucedido por lo que cuando llega a Fontainebleau ya sabe que Claire se había acostado con el Rey para salvarlo. Pero ella le miente y le dice que no tuvo que acostarse con el Rey. Esa noche comparten la cama pero Claire no se atrevió a rozar a Jamie. Con esta actitud Jamie entendió que Claire le había mentido. No se molesta por el hecho de haberse acostado con el Rey sino por el hecho de haberle mentido y no haber tenido la confianza de que él la perdonaría.                                   |
| De vuelta a Lallybroch                                                  | Serie: En segundo plano, Claire cuenta que Jamie y ella habían llegado a Lallybroch con la esperanza de sanar sus heridas y que finalmente estaban pensando en planes para el futuro confiando que habían logrado evitar el Alzamiento. También cuenta que Jenny e Ian habían tenido otro bebé mientras ellos estaban en París. | Libro: Jamie y Claire pasan casi todo un año en Lallybroch. Cuando llegan, Jenny está al inicio de su embarazo y Claire y Jamie están allí cuando nace su hijita, Katherine, en febrero de 1745. Debido al desfase de 6 meses que existe entre el inicio de la serie y el inicio del libro, en la serie la bebé ya ha nacido cuando ellos llegan a Lallybroch. |
| Jamie y Claire hablan sobre cambiar el futuro                           | Serie: Jamie y Claire reflexionan sobre lo que se avecina, hablan de irse y lo que significa ser traidor a la Corona. Jamie comenta que sabe que los jacobitas perderán la guerra pero qué pasaría si ganan; Claire le responde que eso no sucederá, que es el veredicto de la historia. | Libro: Esto no tiene lugar en el segundo libro. En libros posteriores sí que tienen conversaciones parecidas a ésta sobre si en realidad se puede cambiar el futuro. |
| Claire le propone a Jamie huir                                          | Serie: Claire le propone a Jamie huir a Irlanda o a las colonias para escapar de todo lo que está por venir pero Jamie dice que no puede abandonar a toda su familia y sus terratenientes. | Libro: Esta propuesta por parte de Claire no ocurre, dado que tanto Jamie como ella aceptan desde el principio que la única alternativa es tomar parte del Alzamiento para defender su familia y a Escocia. |
| Claire está traumatizada por sus recuerdos de la Segunda Guerra Mundial | Serie: Los recuerdos de la Segunda Guerra Mundial van haciendo mella en Claire hasta que uno de los días, revive un hecho en el que un joven soldado con el que ella iba en coche, muere en un ataque. Claire se desmaya y Jamie la abraza y la ayuda para que vuelva en sí. Es entonces cuando ella le cuenta lo que pasa. Jamie le propone mandarla de regreso a Lallybroch pero ella rechaza la idea. | Libro: Esto no tiene lugar en el libro pues Claire no rememora detalles traumáticos de su participación en la Segunda Guerra Mundial. |
| Claire idea el engaño a William Grey                                    | Serie: Jamie es atacado por detrás por un joven soldado británico que al ver la luz de las hogueras se acercó al campamento y reconoció a Jamie como Jamie el Rojo. Jamie lo interroga, le retuerce el brazo roto y lo amenaza con su daga incandescente, al ponerla en el fuego. En ese momento llega Claire y se le ocurre fingir que es una prisionera que propone a Jamie entregarse a él si deja libre al chico; Jamie le sigue el juego y consigue que el joven hable al creer que está en juego el honor de la dama y se identifique como William Grey. | Libro: El ataque de William Grey se produce la primera noche que acampan. Claire y Jamie están sentados junto al fuego y el chico se abalanza sobre Jamie por detrás para cortarle la garganta. Su intención era liberar a Claire; al oír su voz inglesa pensó que ella era su prisionera. Jamie le hace preguntas y aprieta su daga ardiendo sobre la mandíbula del muchacho. Al no conseguir nada del chico, Jamie (y no Claire) continúa con la pantomima de que Claire es su prisionera; la trata con brutalidad y simula querer violarla. Entonces el chico habla. Antes de que se marche Claire le examina el brazo roto. |
| Claire se encuentra con Jack Randall                                    | Serie: Cuando Claire visita a un enfermo Alex Randall, aparece su hermano Jack y Mary Hawkins le cuenta que los está ayudando mucho. | Libro: El encuentro con Jonathan Randall tiene lugar durante la estancia de Claire y Jamie en el palacio de Holyrood, en noviembre de 1745. Es Randall quien va a buscarla directamente hasta su alcoba en Holyrood. Él la cita al día siguiente en Ladywalk Wind y ambos suben juntos a ver a Alex que está solo en la habitación. |
| Jonathan Randall pide ayuda a Claire                                    | Serie: Claire se marcha y Randall la detiene en plena calle para pedirle que ayude a su hermano a soportar su enfermedad. | Libro: Randall pide a Claire que lo acompañe a una iglesia en desuso cercana a Holyrood; allí pueden hablar tranquilos sin el temor de ella a que Jamie lo vea, pues está en la habitación enfermo con fiebre. Es entonces cuando Randall le cuenta la enfermedad de Alex y le pide que lo visite e intente curarlo. |
| Claire le pide información del ejército a Randall                       | Serie: Claire en principio se niega a la petición de Randall pero finalmente le exige que le pase información sobre los movimientos de las tropas de Cumberland a cambio de que ella ayude a Alex. | Libro: El mismo Randall es quien le propone pasarle información a cambio de cuidar a su hermano Alex. |
| Claire le cuenta a Jamie el trato que hizo con Randall                  | Serie: Jamie monta en cólera cuando Claire le cuenta el trato que ha hecho con Black Jack Randall y que es él quien le pasa la información sobre Cumberland. | Libro: Claire nunca le cuenta a Jamie que la información que le trae sobre los movimientos de las tropas británicas proviene del propio Jonathan Randall. |
| Los lentes de Claire                                                    | Serie: Claire llega conduciendo hasta Lallybroch donde aparca y se quita los lentes que lleva puestos. | Libro: A esta edad Claire no necesita lentes. No es hasta mucho más avanzada la saga, en Ecos del pasado, cuando se compra unas para poder ver mejor. |
| Claire visita el páramo de Culloden                                     | Serie: Claire visita sola el páramo de Culloden y se detiene ante la tumba del clan Fraser. Ahí abre su corazón y habla con Jamie, le cuenta toda su historia desde que regresó con Frank, le habla de Brianna y, por fin, reúne el valor suficiente para despedirse de él y decirle adiós. | Libro: Esto no tiene lugar en el libro porque Claire prometió no regresar nunca a Culloden. Allí van solos Roger y Brianna pues Claire pone la excusa de estar enferma para no ir. Allí Roger le muestra a Brianna las tumbas de los clanes. |
| Jamie lleva a Claire a Craigh na Dun (1746)                             | Serie: Al pie de la gran roca Claire le pide a Jamie que cruce con ella, y le pregunta si oye el zumbido pero él no oye nada. | Libro: Esto no sucede en el libro pues Jamie no sube con Claire a Craigh na Dun. Ellos pasan la noche del 15 al 16 de abril de 1746 en la cabaña en ruinas al pie de la colina y allí es donde se despiden al amanecer. Además Claire ya sabía que Jamie no podía viajar a través de las piedras cuando éste tocó las piedras en octubre de 1743 y no pasó nada como se contó en Forastera. |
| La libélula en ámbar (1746)                                             | Serie: Claire le da a Jamie el regalo de bodas de Hugh Munro, el trozo de ámbar con la libélula en su interior, para que la recuerde siempre. | Libro: Esto no tiene lugar en el libro. La manera de recordarse para siempre que idea Claire es que Jamie le haga con su daga una cicatriz en forma de “J” en la base de su dedo pulgar y ella le hace una con forma de “C” en el dedo pulgar de Jamie. |
| La despedida final (1746)                                               | Serie: Jamie sujeta la mano de Claire y la apoya sobre la gran piedra, ayudándola así a su paso a través de ella. | Libro: Ambos están en la cabaña al pie de Craigh na Dun cuando Jamie oye que se acerca una patrulla de casacas rojas y apura a Claire para que se marche rápido antes de que lleguen los ingleses. Claire sube corriendo la colina sin mirar atrás. Oye también a los ingleses y se apresura a correr hacia la gran piedra para viajar en el tiempo y volver a 1948. |

## Respuesta crítica
Publishers Weekly calificó a Atrapada en el tiempo como: una "secuela inmensamente larga y compulsivamente legible de Forastera", y señaló que al "retratar la vida en la corte, en la cabaña y en el campo de batalla a través de los ojos de una participante moderna y de mente fuerte, Gabaldon ofrece una nueva y fresca visión histórica poco convencional, enmarcada por un intrigante tema contemporáneo como la paternidad de la hija de Claire".